# Museo Rosenbach
Museo Rosenbach ist eine italienische Progressive-Rock-Band, die 1971 in Bordighera gegründet wurde.

## Bandgeschichte
Museo Rosenbach gingen aus zwei anderen Bands hervor und veröffentlichten 1973 ihr Debüt Zarathustra, ein Konzeptalbum über Nietzsches Philosophie. Das Album wurde seinerzeit, wohl wegen Nietzsches Übermensch-Konzeption und einem Mussolini-Bild im Artwork, heftig kritisiert und die Band löste sich bald auf. Heute gilt Zarathustra als Klassiker des italienischen Progressive Rock.
Giancarlo Golzi blieb weiterhin musikalisch aktiv und gründete 1975 Matia Bazar. Nachdem in den 1990ern wieder Interesse an der Band aufgekommen war und einige unveröffentlichte Aufnahmen erhältlich wurden, gründeten die Urmitglieder Moreno und Golzi Museo Rosenbach neu. Ein zweites Studioalbum erschien im Jahr 2000, es war allerdings eher an den Italopop angelehnt. Im Jahr 2012 spielten Museo Rosenbach in wieder leicht veränderter Besetzung ihr Debütalbum neu ein und veröffentlichten 2013 ein neues Studioalbum, das ebenso eine Rückkehr zu den musikalischen Wurzeln darstellte. Ein Livealbum folgte im Jahr darauf.
Gründungsmitglied Golzi erlag 2015 im Alter von 63 Jahren den Folgen eines Herzinfarkts.

## Diskografie
- 1973: Zarathustra
- 1992: Live ’72
- 1992: Rare and Unreleased
- 1992: Rarities
- 2000: Exit
- 2012: Zarathustra – Live in Studio
- 2013: Barbarica
- 2014: Live in Tokyo